# Eparchie Kamenec Podolský
Eparchie Kamenec Podolský ((latinsky) Eparchia Camenecensis Ucrainorum, (ukrajinsky) Кам'янець-Подільська єпархія Української греко-католицької церкви) je eparchií Ukrajinské řeckokatolické církve se sídlem v Chmelnyckém, kde se nachází katedrála Narození Panny Marie. Je sufragánní vůči Ternopilsko-zborovské ukrajinské archieparchii.

## Historie
Kamenec Podolský je starobylým městem, které již ve 12. století spadalo pod jurisdikci kyjevské archieparchie, v roce 1539 bylo podřízeno lvovskému eparchovi, který nosil titul "eparcha Lvova, Halyče a Kamence". Kamenec tedy sice nikdy nebyl sídlem nějaké eparchie, ale vždy byl titulem nějakého eparchy a měl i svou katedrálu Nejsv. Trojice. Proto byla v roce 2015 zřízena eparchie kamenecká, i když jejím sídlem je větší město Chmelnyckyj